# بوكيرو دو ليو
بوكيرو دو ليو (بالبرتغالية: Boqueirão do Leão‏)؛ بلدية في ولاية ريو غراندي دو سول في البرازيل.